# Lebulema
Lebulema ist ein osttimoresischer Ort im Suco Vatuvou (Verwaltungsamt Maubara, Gemeinde Liquiçá). Er liegt im Nordwesten der Aldeia Lissalara in einer Meereshöhe von 527 m. Durch ihn führt eine Straße, die nach Nordwesten nach Maubara und nach Süden in den Nachbarort Vatuvou geht.